# Echinoneus cyclostomus
Echinoneus cyclostomus är en sjöborreart som först beskrevs av Nathanael Gottfried Leske 1758.  Echinoneus cyclostomus ingår i släktet Echinoneus och familjen Echinoneidae. Inga underarter finns listade i Catalogue of Life.